# József Attila Megyei Könyvtár
A József Attila Megyei és Városi Könyvtár (JAMK) Komárom-Esztergom vármegye legnagyobb könyvtára, fenntartója Tatabánya Megyei Jogú Város.
„Az életnek értéket csak a szolgálat adhat,
amellyel az emberek ügye felé fordulunk.”
Márai Sándor
Tatabánya Megyei Jogú Város József Attila Megyei és Városi Könyvtára elsőrendű feladatának tartja, hogy az egyének és közösségek számára minőségi könyvtári szolgáltatást nyújtson. A könyvtár gyűjteménye, szakemberei, információs- és kommunikációs technológiai készültsége alapján vállalja a megyében, – és az Országos Dokumentumellátási Rendszer tagjaként – minden könyvtárhasználó korszerű igényeinek folyamatos, minőségi kielégítését.

## A könyvtár története

### 1952–1956
A Komárom megye könyvtára 1952. augusztus 17-én jött létre az új megyeszékhelyen, Tatabányán a körzeti könyvtár helyben levő anyagának és a Tatabányai Városi Könyvtár állományának összevonásával, 12 644 kötet könyvvel. A Népházban kapott 250 m2-nyi helyet.
A könyvtár munkatársai gyorsan alkalmazkodtak az új munkakör kihívásaihoz, és biztos szakmai alapokat fektettek le ebben az időszakban. Irodalmi kört szerveztek, irodalmi ajánlót állítottak össze a gyerekeknek. Szinte a könyvtáralapítással egy időben kezdték meg a helyismereti gyűjtemény gondozását is.
Továbbképzéseket is szerveztek: 1953-ban tartották az első módszertani szemináriumot, ahol a könyvtárosok havonta bővíthették ismereteiket. Ez a továbbképzés ebben a formában három évig működött, majd negyedévenkénti gyakoriságúra változott, és gyakorlatilag a rendszerváltásig élt.
Megkülönböztetett jelentőségű esemény volt a megyei könyvtár életében az 1955. évi költészet napja. Az intézmény szavalóverseny és emlékünnepség keretében ekkor vette fel a “József Attila” nevét.

### 1957–1964
1961 nyarán alakult meg a könyvtárban két munkatárssal a tájékoztató részleg, kiegészülve egy helyismereti szaktájékoztatóval. A csoport a szaktájékoztatás mellett a könyvállomány gyarapítását és feldolgozását és módszertani munkát is végzett. Ez utóbbi tevékenység keretében indította el a könyvtár A József Attila Megyei Könyvtár tájékoztató szolgálata című kiadványsorozatot. 1961 és 1964 között 57 munka jelent meg.
Mindemellett a Komárom Megyei Dolgozók Lapjával kötött megállapodás értelmében rendszeresen készített mezőgazdasági és ipari újdonságairól ismertetést. Ebben az időszakban készült el a helyismereti katalógus az immár 400 tételt tartalmazó gyűjteményről.
1962-ben jelent meg a könyvtár első évkönyve, mely azóta is rendszeresen szerepel a könyvtár saját kiadványainak sorában.
Ebben az időszakban nagy hangsúly helyeződött a hálózati-módszertani munkára is. Ennek keretében a megyei könyvtár 1957-ben kiadta első periodikáját, a Könyvtári Híradót, amely 1962-ig élt, és évente négyszer jelent meg. Ezzel párhuzamosan 1958 és 1961 között A Komárom Megyei Könyvtári Híradó módszertani füzetei is megjelentek.
1959. augusztus 1-jén kezdte meg a működését a megyei könyvtár kötészete.
A könyvtár lassan kezdte kinőni a Népházat. 1957-re a könyvállomány a háromszorosára nőtt, a dolgozók létszáma pedig 6-ról 23 főre. A Népház korszerűsítése is szükségessé tette a könyvtár ideiglenes helyre költözését és egy új épület megtervezését. 1964. szeptember 4-én készült el a jelenlegi épület, Körner József tervei alapján, a korábbihoz képest ideális (1545 m2) alapterülettel, amely a ’80-as évek elején egy kétszintes tömör raktárral, mintegy 300 m2-rel bővült.

### 1964–1969
A megyei könyvtár az új lehetőségeket kihasználva a hagyományos könyvtári munka mellett széles körű művelődési tevékenységbe kezdett.
Ebben az időszakban tért át a könyvtár a tikettes kölcsönzésre. 1964-ben vezette be kísérleti jelleggel az új, vertikális munkaszervezetet: tájékoztató, nyilvántartó és gyermekkönyvtári részleget alakított ki. Az új szerkezetben történő munkavégzés 1968-ban vált hivatalossá.
A hatvanas évek legnagyobb gyűjtő- és kiadói vállalkozása volt az 1969-ben megjelent Komárom megye a sajtóban 1945-1960 című munka, melyet azóta is bővít a könyvtár.
1968-ban született és 1989-ig folyamatosan megjelent a Komárom Megyei Könyvtáros.
Komárom megyei kezdeményezésre 1969. június 27-28-án Tatán volt az első vándorgyűlése a Magyar Könyvtárosok Egyesületének.

### 1970–1979
1972-ben kapta a könyvtár a német és szlovák báziskönyvtári feladatot, melynek keretében 14 német és 9 szlovák település könyvtárában kellett kialakítania nemzetiségi részleget. A nemzetiségi állománnyal rendelkező könyvtárak állománygyarapítását a megyei könyvtár a mai napig is segíti az Országos Idegennyelvű Könyvtár közreműködésével. A nemzetiségi báziskönyvtárként a megyei könyvtár 1994-ig szervezett nemzetiségi nyári olvasótáborokat.
A gyermekkönyvtár a könyvtárbemutatók, könyvtári órák mellett az olvasóvá nevelés különféle területeivel foglalkozott ebben az évtizedben pályázatok kiírásától a hátrányos helyzetű gyermekeket bevonó rendezvénysorozatokig.
1972-ben, a Nemzetközi Könyvév alkalmából rendezték meg először Komárom megyében a könyvtári hét programját, mely azóta is minden évben a könyvtárak és könyvtárosok ünnepe maradt.
1974-ben kezdte meg szakfelügyeleti munkáját a megyei könyvtár.
Az 1970-es években a könyvtár magas színvonalú munkákkal folytatta kiadói tevékenységét. Néhány közülük: 1973: Komárom megye közgyűjteményeinek helyismereti katalógusa; 1974-től: Új Forrás című megyei antológia ötéves repertóriuma. 1975: Tatabányai kislexikon; 1979: Kéziratok megyénkről – kézirat katalógus; Verselemzések bibliográfiája; 1979: Novella- és drámaelemzések válogatott bibliográfiája.

### 1980–1989
A 80-as években folytatódtak az olvasómozgalmak, olvasótáborok. Ebben az időszakban kapott nagyobb hangsúlyt a hátrányos helyzetű olvasók támogatása: a könyvtár hangoskönyveket vásárolt 1985-ben.
1980. szeptember 24-én indult útjára a mozgókönyvtár. 9 községben kölcsönzött heti 2-2 órát a komáromi járás déli részén.
A módszertani tevékenység kiegészült az iskolai könyvtárhálózat szervezésével. Ez a munka a rendszerváltásig a megyei könyvtár irányítása alatt zajlott.
Az ebben az évtizedben megjelenő legfontosabb kiadványaink: Korda Rudolfné: Komáromi Lapok 1880-1884; Korda Rudolfné: Komáromi Lapok 1885-1888; Nász János: Képző- és iparművészeti kiállítások Komárom megyében 1945-1985; Nász János: Szépirodalmi írások a Dolgozók Lapjában 1946-1967. A 80-as években jelentette meg könyvtárunk a Komárom megyei honismereti kiskönyvtár füzeteket.
A 80-as években jelentek meg az első számítógépek a könyvtárban.

### 1990–2002
Az évtizedben soha nem látott technikai fejlődés következett be: a számítógépek szerepe a könyvtári munkában jelentőssé vált. Megváltozott a megyei feladatkör is. A módszertani tevékenység – gazdasági okok miatt – háttérbe szorult.
1992 januárjában 1 hetes tanfolyamon sajátították el a kollégák a könyvtári munkához szükséges számítógépes ismereteiket, a Kartoték, a Pressdok és az Új Könyvek adatbázisok használatát. Ekkor alakították ki a Textar programmal a biográfiai katalógus adatbázis szerkezetét.
1997-ben fejeződött be a gyerekkönyvtár állományának retrospektív feldolgozása, és 1998 júniusában indult a számítógépes kölcsönzés ebben a részlegben. A könyvtár Téka/Téma címmel új szaklapot indított útjára, amely évente hat alkalommal jelent meg. Továbbra is jelentős maradt a helyismereti munka – a megyei könyvtár szakemberei a teljesség igényével igyekeztek beszerezni a megyét témájában érintő vagy helyi illetőségű alkotók műveit.
1997-ben minisztériumi és megyei önkormányzati támogatásból megvalósult a könyvtár épületének renoválása.
2001-ben sikerült pályázati forrásból 10 új számítógépet vásárolnia a könyvtárnak. Ezzel lehetővé vált az ingyenes, fél órás internethasználat biztosítása olvasóinak, illetve számítógéphasználói tanfolyamok szervezése és lebonyolítása.

### 2002–2010
A felnőtt részleg állományának honosítása 2002-ben zárult le, és 2003 júniusában vezette be a felnőtt könyvtár itt is a számítógépes kölcsönzést. Ebben az évtizedben a könyvtár elektronikus szolgáltatásai gyors ütemben fejlődtek. A könyvtár honlapjáról elérhető a katalógus, és napról napra gyarapodik az elektronikus könyvtár állománya is. Intézményünkben NAVA-pont (Nemzeti Audiovizuális Archívum) is található, amely az országos földfelszíni terjesztésű televíziók és rádiók magyar gyártású vagy magyar vonatkozású műsorait gyűjti, tárolja, feldolgozza, és az így létrejövő adatbázisban keresési és megtekintési lehetőséget biztosít, és 113 magyar filmet is tartalmaz. Rendszeresek a könyvtárban az internethasználói tanfolyamok is.
Intenzív kapcsolat bontakozott ki a British Council-lal, melynek eredményeképpen jelentősen nőtt mind az angol nyelvű állományunk, mind pedig az azt látogató és használó olvasók száma.
Megkezdődött a minőségfejlesztéssel kapcsolatos tevékenység is, a Könyvtári minőségfejlesztés – könyvtári korszerűsítés elnevezésű pályázat keretében tizenöt munkaterületen végzett teljesítménymérést a könyvtár.
Könyvtárunk is aktív részese volt a Nagy Könyv országos akciónak 2005-ben.
Az év eseményeihez tartozik, hogy megjelent a Komárom-Esztergom megye a magyarországi sajtóban 1990–1994 című kötet.
2006-ban megszűnt a könyvtár nyomdája.
Az év újdonsága volt, hogy a gyengén látó olvasók részére felolvasógépet adtak át.
2007-ben indult el a mozgókönyvtári ellátás a Tatabányai Többcélú Kistérségi Társulás hét községében. (A következő évben a további két község is csatlakozott a rendszerhez.)
2008 első félévében – a Nemzeti Kulturális Alapprogram Szakmai Kollégiumának támogatásával – sikerült megvalósítani azt a projektet, melynek keretében mentális sérült, sajátos nevelési igényű gyerekeknek szervezett a könyvtár hétről hétre programokat.
Nyert a könyvtár a 2008 februárjában az NKA „Könyvtári minőségfejlesztés 21” pályázatán, így új lendületet vett az ezzel kapcsolatos tevékenység. Megalakult a könyvtár minőségfejlesztését irányító munkacsoportja.
2009-ben megszűnt az 1957 óta működő kötészet. A betűrendes katalógus is megszűnt, helyére került a DVD-, és CD-ROM állomány.

### 2010–2014
A 2010-es igazgatóváltás után új küldetésnyilatkozatban és jövőképben fogalmazódott meg az az irány, amely a társadalmi felelősségvállalás ezen a kulturális színtéren a nemzeti értékek megőrzését és szétsugárzását jelenti, elsősorban a magyar nyelv, a magyar irodalom és a magyar természeti környezet vonatkozásában. Ezek a prioritások jelentősen befolyásolják a nemzet fennmaradását, fenntartható fejlődését, amelyhez sajátos eszközeivel kíván a könyvtár hozzájárulni. Az ökológiai gondolkodás, a környezettudatosság terjesztése, erre való szemléletformáló nevelés, programok szervezése, a környezeti információk kiemelt gyűjtése és ezekből való szolgáltatás új feladatként jelentkezett: többek között új honlappal, az ÖKO-sarok külön-gyűjteménnyel, megváltozott logóval kezdődött az évtized.
2010. október 4-én, a 39. őszi megyei könyvtári héten indult a TÁMOP, a Társadalmi Megújulás Operatív Program „Tudásdepó-Expressz” a könyvtárban, ami nemcsak változatos programokat, képzéseket és rendezvényeket hozott a legszélesebb társadalmi szegmensű olvasók számára, hanem a pályázatnak köszönhetően megvalósulhatott a megyei könyvtár által módszertani támogatással ellátott 9 községi könyvtár könyvtári állományának retrospektív feldolgozása is. A pályázatot három konzorciumi taggal valósítottuk meg.
2011-től immár elektronikus formában és KeMLIB címmel jelenik meg a hálózati híradó, a korábbi Téka/Téma jogutóda.
Az informatikai szoftverfejlesztések következményeként a könyvtár elérése immár 24 órás lett. Az előjegyzést, a hosszabbítást az olvasók immár a honlapon keresztül, önállóan is megoldhatják. Ezzel ugrásszerűen megnövekedett a könyvtár távhasználóinak száma. Sikeresnek nevezhető a könyvtárközi kölcsönzés nevű szolgáltatás is.
Ebben az időszakban született meg a Megyei Könyvtárért díj és az Igazgatói elismerő oklevél kitüntetés.
2012. június 15-én nyitotta meg kapuját a könyvtár Zöld olvasóterme, ahol tavasztól késő őszig, kellemes környezetben olvashatnak a könyvtárlátogatók.
Könyvtárunk honlapja és - országunkban egyedülálló módon - már katalógusa is elérhető androidos mobileszközökre optimalizált változatban. „JAMK ADI” néven ingyenesen letölthető a GooglePlay webáruházból. Segítségével az androidos okostelefonokon és táblagépeken a nap bármely szakában, kényelmesen és gyorsan, felhasználóbarát felületen végezhető a katalógusunkban keresés és egyéb olvasói tranzakció: előjegyzés, hosszabbítás és akár személyes adatmódosítás is. Beállítható, hogy lejárat előtt a határidőkről vagy tartozásról napi szinten, felugró ablakban figyelmeztetést küldjön az alkalmazás. A JAMKdroid- projekt a „A TÁMOP-3.2.4.A-11/1-2012-0053 Megyei Könyvtár az értő olvasásért” pályázat keretében valósult meg.
2013. január 1-től a Tatabánya Megyei Jogú Város Városi Könyvtár beolvadásával új intézmény alakult: Tatabánya Megyei Jogú Város József Attila Megyei és Városi Könyvtára néven.
2013-tól új alapokra helyezve, a Könyvtárellátási Szolgáltató Rendszer keretében összesen 56 települési könyvtár ellátását végzi az ebben az évben megalakult Megyei ellátási csoport.
2014-ben új Szervezeti és Működési Szabályzat készült, amelynek egyik jelentős eredménye az osztályszervezet felállítása.

## Igazgatói
- Horváth Géza 1952–1982
- Koger Tamás 1983–1990
- dr. Monostori Imre 1990–2010
- dr. Voit Pál 2010-től

## Állománya
A könyvtár mindig igyekezett alkalmazkodni a változó kívánalmakhoz, a kor kihívásaihoz. Az évek során ennek megfelelően változott a gyűjtemény összetétele. A 2013-as statisztikai adatok tanúsága szerint 419000 könyv és tékázott folyóirat, 16000 hangdokumentum, 6000 képdokumentum, 1300 elektronikus (digitális) dokumentum és 2800 egyéb dokumentum, összesen 446000 dokumentum áll az olvasók rendelkezésére.
2013-ban 9500 beiratkozott olvasó 130000 alkalommal tért be a könyvtárba. Más könyvtárak olvasóitól érkező kéréseket 2013-ba összesen 2624 dokumentummal teljesítette.

## Szolgáltatásai
1.	Regisztrációhoz kötött szolgáltatások:
- tájékoztatás;
- helyben olvasás;
- internet- és számítógéphasználat (a könyvtár által épített számítógépes adatbázisok, a könyvtár tulajdonában lévő, számítógépen olvasható CD-ROM-ok, és a könyvtár által behívott, interneten elérhető, ingyenes adatbázisok használatáért nem kell fizetnie az olvasónak);
- fénymásolás, nyomtatás, szkennelés;
- WIFI használata

2.	Beiratkozáshoz kötött szolgáltatások:

- kölcsönzés, hosszabbítás;
- könyvtárközi kölcsönzés;
- határidő lejárata előtti értesítés e-mailben vagy sms-ben;
- belső dokumentumkölcsönzés fiókkönyvtárak között;
- olvasótermi könyvek kölcsönzése zárástól nyitásig;
- olvasótermi könyvek kölcsönzése hétvégére;
- előjegyzés;
- irodalomkutatás;
- EBSCO adatbázis használata;
- témafigyelés.

3.	További szolgáltatásaink:

- számítógépes felhasználóképzés;
- e-tanácsadó szolgálat;
- dokumentumfűzés.

## Elismerései
- Háromszor hirdették meg, és mindháromszor a József Attila Megyei Könyvtár nyerte el a „Kiváló könyvtár” címet (1971., 1974., 1977.)